# Jan Kochanowski
Juan Kochanowski de Korwin (1530 – 22 de agosto de 1584), (en latín Ioannes Cochanovius, a veces escrito Juan Cocanovio en español) fue un gran poeta, traductor y escritor del Renacimiento y el Humanismo en Polonia, quien estableció modelos poéticos que llevarían al lenguaje literario polaco a su plenitud. Se le considera normalmente como el mayor poeta polaco del período anterior al siglo XIX.

## Vida
Hijo de Pedro Kochanowski, del clan Korwin, (se pronuncian 'Kojanofski' y 'Korvin' en polaco), quien era magistrado de la ciudad de Sandomierz, Juan Kochanowski nace en Sycyna, próximo a la ciudad de Radom en Polonia. Se conoce poco de su infancia. A los catorce años, poseedor de un latín fluido, de acuerdo a la educación de la Nobleza a la que pertenecía, fue enviado a Cracovia a estudiar en la "Academia de Cracovia", actual Universidad Jagellónica.
Luego de su graduación en 1547 a los 17 años, asistió a la Universidad de Königsberg en el vecino Ducado de Prusia (la actual Kaliningrado), y luego a la Universidad de Padua, en Italia. En esta última ciudad entró en contacto con el gran maestro del Humanismo, Francisco Robortello. Culminó este período de quince años de estudios y viajes con una visita a Francia en la cual conoció al ilustre poeta Pierre Ronsard.
En 1559 Kochanowski vuelve a Polonia convertido en todo un poeta del Humanismo y del Renacimiento. Pasaría los siguientes quince años en la Corte del Rey Segismundo II Augusto, actuando principalmente como Secretario Real y Secretario de la Cancillería.
En 1574, siendo alcanzado por el desprestigio de la cuestionada elección del Rey Enrique III Valois, (cuya candidatura al trono había propiciado), Kochanowski se establece en la hacienda familiar de Czarnolas, para llevar la vida de un noble hacendado. En 1575 se casa con Dorotea Podlodowska, con la cual tendría siete hijos, (uno solo varón, nacido luego de su muerte). Es allí donde escribió sus trabajos más memorables, incluidos Despido de los Enviados Griegos (1578) (Odprawa poslów greckich) y Trenos (Treny) (1580). Por esto se lo conoce comúnmente, en Polonia, como Juan de Czarnolas. Destrozado por la muerte de su pequeña hija Úrsula, Kochanowski muere de angustia en Lublin (Polonia), el 22 de agosto de 1584.

## Obra
Sus primeros poemas fueron escritos en latín, pero se tornó rápidamente hacia la lengua vernácula, creando formas poéticas que lo convertirían en el fundador de la literatura lírica polaca. Cabe destacar que el idioma oficial y culto era el latín, y no el polaco, en la Polonia de entonces. Grandes del Renacimiento polaco como Nicolás Copérnico (1473 – 1543), (astrónomo) y Marcin Kromer, (1512 – 1589) Príncipe-Obispo de Warmia e historiador, escribieron sus obras maestras en el idioma de Virgilio, a título de ejemplo.
Se destacó así mismo como traductor (del latín al polaco) en obras notables como el Salterio de David (Psalterz Dawidów), y aún como dramaturgo en el Despido de los emisarios griegos (Odprawa poslów greckich). Su posición social y su cargo relacionado con la Cancillería lo llevarían a la política.
Trenos (o Lamentos), es su obra poética máxima. Ella reúne conmovedoras elegías en las que el poeta expresa el profundo dolor y turbación que le ha causado la muerte de una hija muy querida. 
La tragedia Despido de los emisarios griegos, sobre el tema de la guerra de Troya, está llena de alusiones a la peligrosa situación de Polonia en el contexto geopolítico de su época. Fue la primera tragedia escrita en polaco y su estudio sobre las responsabilidades de la clase gobernante tiene resonancia hasta nuestros días.
Esta obra, escrita según el estilo de los dramas de Sófocles la hizo para las bodas del Gran Hetmán y Canciller, Jan Zamoyski de Jelita con Cristina Radziwill.
La traducción del Salterio de David, extraído de la Vulgata, le tomó ocho años. Es una paráfrasis versificada de los Salmos de David y la intención del autor era que fuese aceptada por todas las confesiones cristianas. De hecho la obra gozó de gran popularidad y fue aceptada tanto por católicos como por protestantes. El músico polaco Nicolás Gomólka (1535 – 1591), les pondría música en 1580, titulando la colección Melodías para el salterio polaco (Melodiae na psalterz polski), convirtiéndose este trabajo en un himnario que usarán católicos, protestantes y aún ortodoxos.
En su periodo político y cortesano había publicado La Concordia (Zgoda), 1564, de carácter político; El sátiro (Satyr), 1567, crítica de las discordias religiosas, y El ajedrez (Szachy), 1567. El gracioso El doctor español (O doktorze hiszpanie), (homenaje de afecto al célebre Pedro Ruiz de Moros, profesor en la Academia de Cracovia), que forma parte de la obra Epigramas (Fraszki), 1585 consta de breves poemas satíricos o amorosos que reflejan la vida en la corte.
Pero sin lugar a dudas es en su heredad de Czernolas donde escribe sus mejores obras, las más maduras.